# Endocitosis
La endocitosis es un mecanismo clave por el cual las células introducen moléculas grandes, partículas extracelulares e incluso pequeñas células, englobándolas en una invaginación de la membrana plasmática eucariota, formando una vesícula que termina por desprenderse de la membrana para incorporarse a la profundidad del citosol. Se presenta como un caso contrario a los acontecimientos de la exocitosis.
Los mecanismos de endocitosis mantienen el control de la entrada y la salida de macromoléculas y partículas mediante transporte activo, y cumple funciones muy importantes en diversos procesos como el desarrollo del organismo, la respuesta inmune, la neurotransmisión, la comunicación intercelular, la transducción de señales y el mantenimiento de la homeostasis celular y del organismo en general.

## Historia
El vocablo de "endocitosis" proviene del griego  ἐνδο endo: 'dentro', κύτος kyto-: 'célula' y -ō-sis: 'proceso', y fue propuesto por el citólogo de Duve en 1963 con el propósito de incluir en un mismo término a la ingestión de partículas grandes y la absorción de fluidos o macromoléculas en pequeñas vesículas.

## Tipos de endocitosis

Diferentes formas de endocitosis: fagocitosis, pinocitosis y endocitosis mediada por receptores.

Existen múltiples mecanismos de endocitosis que se pueden englobar en dos grandes categorías: la fagocitosis y la pinocitosis.
Cuando la endocitosis da lugar a la captura de partículas de mayor tamaño se denomina fagocitosis («la célula engulle»), y cuando son solamente porciones de líquido las capturadas, se denomina pinocitosis («la célula bebe»). La pinocitosis mayormente capta las sustancias que se encuentran en el medio extracelular de forma indiscriminada excepto en la endocitosis mediada por receptores, en la cual solo capta aquellas moléculas que se unen a dicho receptor; es decir, es un tipo de pinocitosis muy selectivo. En todos los casos la membrana plasmática se pliega hacia adentro formando una especie de bolsillo que dará lugar a una vesícula para la posterior migración de su contenido al interior de la célula.

Proceso de fagocitosis.

### Fagocitosis
El mecanismo de la fagocitosis consiste en la introducción de un sólido al medio intracelular. Estos pueden ser: una molécula de gran tamaño, una partícula o un microorganismo, como por ejemplo; bacterias, polvo atmosférico, células o restos celulares.
Primero la partícula se apoya en una zona de la membrana celular produciéndose una invaginación, al ingresar a la célula, que se estrangula, quedando lo ingresado envuelto en la membrana plasmática, constituyendo una vesícula denominada fagosoma, ésta es creada por medio del citoesqueleto. El fagosoma se fusiona con los lisosomas, formando un fagolisosoma, los orgánulos encargados de realizar la digestión celular. Generalmente es una función de defensa cuando se presentan agresiones del exterior o de renovación de tejidos orgánicos.
Es importante saber que la unión de la partícula a los receptores en la superficie de la célula fagocítica desencadena la extensión de los pseudópodos, un movimiento basado en actina de la superficie celular; los pseudópodos rodean la partícula y sus membranas se fusionan para formar una gran vesícula intracelular (> 0,25 micrómetros (μm) de diámetro) llamado fagosoma, estos se fusionan con los lisosomas, generando a los fagolisosomas, en los mismos donde el material ingerido es digerido por la acción de las hidrolasas ácido lisosómicas; durante la maduración del fagolisosoma, algunas de las proteínas de membrana internalizadas se reciclan a la membrana plasmática.
Muchas amebas usan fagocitosis para capturar partículas de alimentos, como bacterias u otros protozoos; mientras tanto en animales multicelulares, las principales funciones de la fagocitosis consisten en proporcionar una defensa contra microorganismos invasores y eliminar células envejecidas o dañadas del cuerpo, específicamente en los mamíferos, la fagocitosis es la función de dos tipos de glóbulos blancos, macrófagos y neutrófilos, a los que frecuentemente se los llama como «fagocitos profesionales», poseen papeles sumamente importantes para los sistemas de defensa del cuerpo al eliminar los microorganismos de los tejidos infectados, además, los macrófagos, eliminan las células viejas o muertas de los tejidos en todo el cuerpo, son responsables de la eliminación de más de 1011 células sanguíneas envejecidas sobre una base diaria.
Endosomas
Se encuentran dentro de la célula, son compartimientos intermedios, tienen la función de destruir materiales que han sufrido endocitosis, fagocitosis o autofagocitosis y para la formación de los lisosomas.

### Pinocitosis

Proceso de pinocitosis

Existen cuatro tipos de mecanismos pinocíticos básicos: la macropinocitosis, la endocitosis mediada por la clatrina, la endocitosis mediada por cavéolas y la endocitosis independiente de la clatrina y de las cavéolas.
Las células que llevan a cabo la pinocitosis presentan una región en la membrana plasmática que está recubierta por una proteína (la clatrina) en su cara citosólica, de forma que cuando la molécula se deposita sobre esa región de membrana se dé aprender  forma un caparazón revestido que la rodea, posteriormente perderá ese revestimiento para poder ser digerida por los lisosomas. En este proceso la célula incorpora líquidos en los cuales pueden estar disueltas proteínas.
La parte endocítica del ciclo usualmente empieza en fosas recubiertas de clatrina, las mismas que generalmente ocupan alrededor del 2% del área total de la membrana plasmática, el tiempo de vida de estas fosas es corto (alrededor de un minuto después de ser formado), se invagina dentro de la célula y se aprieta para formar una vesícula revestida con clatrina; se estima que unas 2500 vesículas revestidas con clatrina abandonan la membrana plasmática de un fibroblasto cultivado cada minuto, estas vesículas son aún más transitorias que las cavidades revestidas, cuyo tiempo de vida es de unos los pocos segundos después de su formación, por lo que desprenden su capa y son capaces de fundirse con los endosomas tempranos; debido a que el fluido extracelular está atrapado en fosas recubiertas de clatrina, a medida que se invaginan para formar vesículas recubiertas, cualquier sustancia disuelta en el fluido extracelular se internaliza, proceso denominado endocitosis en fase fluida. 
La velocidad a la que la membrana plasmática realiza este proceso varía entre los tipos de células, pero suele ser increíblemente grande; por ejemplo: un macrófago ingiere el 25% de su propio volumen de líquido cada hora.
Es importante conocer que existen otros mecanismos menos conocidos por los cuales las células pueden formar vesículas pinocíticas sin formar cavidades y vesículas revestidas con clatrina; una de estas vías se inicia en caveolae (vocablo latín que significa «pequeñas cavidades»), la misma que es reconocida por su capacidad para transportar moléculas a través de las células endoteliales que forman el revestimiento interno de los vasos sanguíneos, los caveolae están presentes en la membrana plasmática de la mayoría de los tipos de células, y en algunos de ellos se ven como frascos profundamente invaginados en el microscopio electrónico, se cree que se forman a partir de balsas lipídicas, parches de la membrana plasmática que son especialmente ricos en colesterol, glicoesfingolípidos y proteínas de membrana ancladas en GPI, su principal proteína estructural es la caveolina, proteína de membrana integral multipaso que es miembro de una familia heterogénea de proteínas.
Se cree que las caveolae invaginan y recogen proteínas de carga en virtud de la composición lipídica de la membrana calveolar, en lugar del ensamblaje de un revestimiento proteico citosólico, se separan de la membrana plasmática y pueden entregar su contenido a compartimentos parecidos a endosomas o (en un proceso llamado transcitocis) a la membrana plasmática en el lado opuesto de una célula polarizada, algunos virus que atacan a animales entran en las células en vesículas derivadas de caveolae, produciéndose un ciclo infeccioso.

#### Endocitosis mediada por receptores
La endocitosis mediada por receptores de carga, se produce cuando los receptores se acumulan en regiones bien definidas de la membrana celular, este mecanismo de transporte permite la entrada selectiva de moléculas en la célula.
El proceso contrario a la endocitosis es la exocitosis. La endocitosis y exocitosis son procesos de entrada y salida de sustancias que permiten mantener la homeostasis de la célula, están regulados por la misma con el fin de mantener constante la membrana plasmática, ya que permiten su regeneración pues los fagosoma que contienen las moléculas fagocitadas se forman a partir de la membrana plasmática y cuando el proceso de digestión celular llevado a cabo por los lisosomas finaliza se lleva a cabo la excreción celular por exocitosis recuperándose la membrana utilizada para la formación del fagosoma.
La vesícula formada se denomina endosoma, la cual se fusionará con un lisosoma donde se produce la digestión intracelular del contenido de esta. Las células fagocíticas especializadas presentan receptores de membrana que cuando contactan con fragmentos celulares inducen la formación de pseudópodos que la recubren formando los fagosomas. En la especie humana, las principales células con capacidad para fagocitar (fagocitos) son los polimorfonucleares neutrófilos (PMN), que son de vida corta. También participan los fagocitos mononucleares (SFM) constituido por los monocitos circulantes y los macrófagos tisulares.

Posteriormente los lisosomas se fusionan con la pared de los fagosomas vertiendo sus enzimas hidrolíticas que actúan a pH ácido(próximo a 5) y llevan a cabo la degradación de los fragmentos celulares. Aquella parte que no puede ser digerida se eliminará al exterior mediante exocitosis en el proceso conocido como defecación celular.

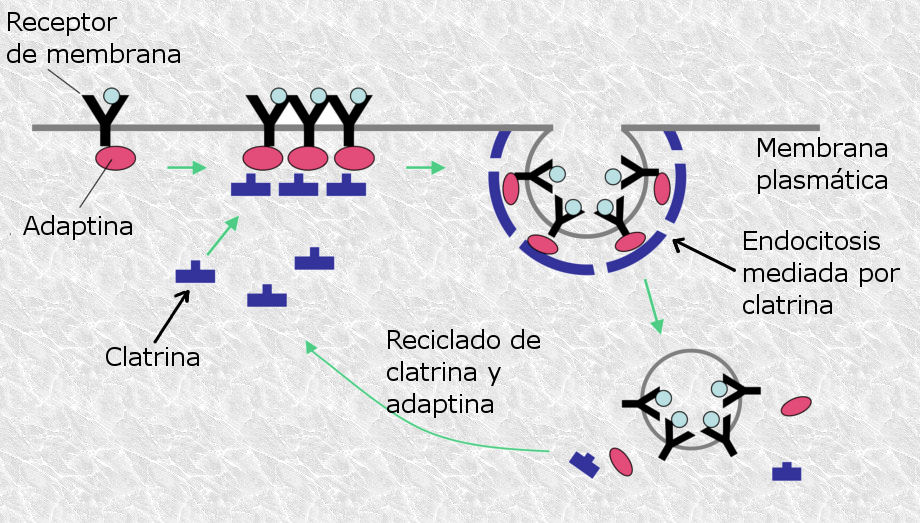
Endocitosis mediada por receptores específicos (clatrina)

#### Endocitosis mediado por clatrina
Se produce en todas las clases de células en mamíferos y cumple funciones importantes como la absorción de nutrientes y la comunicación intracelular. Este proceso es el principal mecanismo de internalización de macromoléculas y componentes de la membrana plasmática.  Se considera como un mecanismo de accionamiento que implica más de cincuenta componentes diferentes de proteínas de ensamblaje, restringiéndose a una sola ubicación en la membrana plasmática. Localizadas en una vía temporal ordenada y jerárquica.

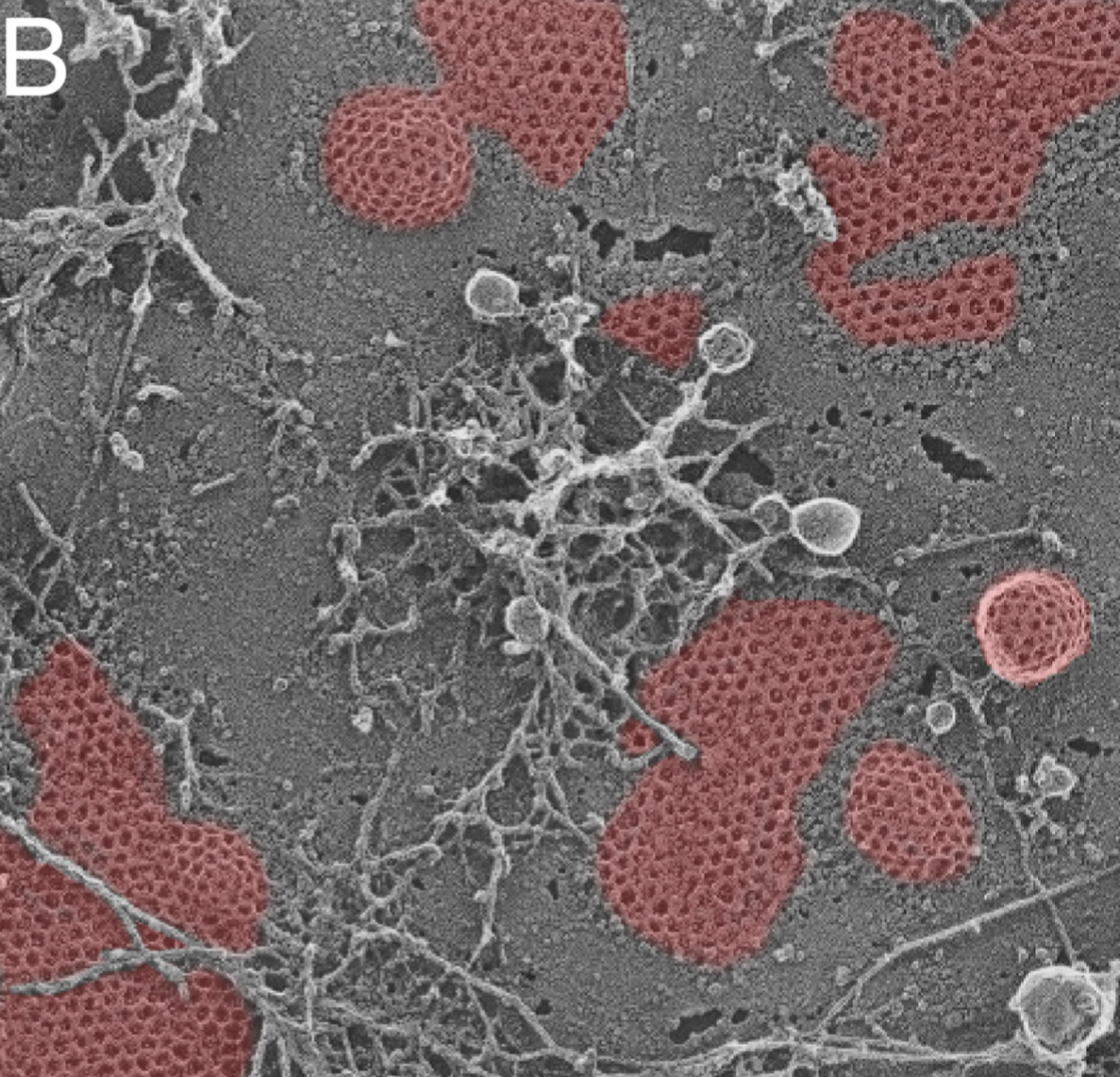
Clatrina en rojo, en la membrana celular.

La mayoría de los virus que presentan envoltura hacen uso de un mecanismo de endocitosis con el fin de entrar en una célula permisiva e iniciar la infección. La endocitosis por clatrina es un campo de investigación que ha desatado gran interés en los últimos tiempos.

#### Endocitosis mediada por caveolina
Es un proceso regulado por complejos de señalización a través de la GTPAasa. Esta vía es utilizada por patógenos para escapar de la degradación por enzimas lisosomales. Las caveolas son invaginaciones de la membrana en forma de botella, que tienen un tamaño entre 50 y 100 nanómetros nm, las cuales están revestidas por caveolina.

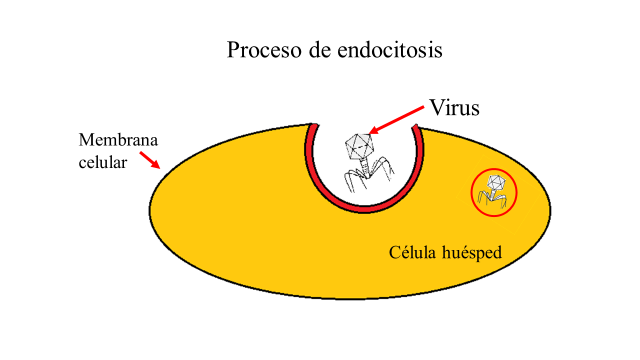
La endocitosis es aprovechada por el agente infeccioso para atravesar la membrana de la célula

Este proceso es fundamental ante una respuesta inmune, la comunicación intercelular, la transducción de señales, la homeostasis tanto celular como la del organismo completo; a principios de 2006 se encontró que una proteína marcadora de base lipídica, llamada flotilina-1, participa en una nueva vía de endocitosis.
Las neuronas utilizan el mecanismo de endocitosis para recuperar un neurotransmisor liberado en el espacio sináptico, para ser reutilizado. Sin este proceso, se produciría un fracaso en la transmisión del impulso nervioso entre neuronas.
Un ejemplo de endocitosis mediada por receptores es cuando las células humanas incorporan el colesterol el cual es utilizado en la síntesis de membranas y también como precursor de otros esteroides.
Este proceso tiene una fuerte relación con la erradicación de la infección por VIH-1. La caveolina-1 mediada por la absorción de VIH-1 es un mecanismo de restricción intrínseca presente en las células de Langerhans en los humanos que previene esta infección. El aprovechar esta vía de internalización, tiene el potencial de elaborar estrategias para una lucha contra la transmisión del esta enfermedad.
Las pequeñas invaginaciones de la membrana plasmática, caveolae, revestidas con caveolina, contienen algunas proteínas receptoras y se usan para ciertos tipos de endocitosis mediada por receptores, pero esta última se produce de forma usual a través de cavidades y vesículas recubiertas de clatrina, proceso es similar al envasado de las enzimas lisosómicas por la manosa 6-fosfato (M6P) en el trans-Golgi, la mayoría de los receptores M6P están localizados en el trans-Golgi, pero algunos se encuentran en la superficie celular y las enzimas lisosómicas que se secretan se unen a estos receptores y se devuelven a las células mediante este tipo de endocitosis; en otras palabras se puede afirmar que las proteínas del receptor transmembrana que se internalizan desde la superficie celular durante la endocitosis se clasifican y reciclan de nuevo a la superficie celular, de manera muy similar al reciclaje de los receptores M6P a la membrana plasmática y trans-Golgi.
Algunos receptores se agrupan sobre fosas recubiertas de clatrina incluso en ausencia de ligando, otros se difunden libremente en el plano de la membrana plasmática pero sufren un cambio conformacional al unirse al ligando, de modo que cuando el complejo receptor-ligando se difunde en un pozo revestido con clatrina, se retiene allí. Se pueden observar dos o más tipos de ligandos unidos a receptores, como LDL y transferrina, en la misma cavidad o vesícula revestida, se piensa que la polimerización regulada de la clatrina hace que las cavidades se expandan y finalmente formen vesículas revestidas con clatrina.

## Exocitosis y endocitosis

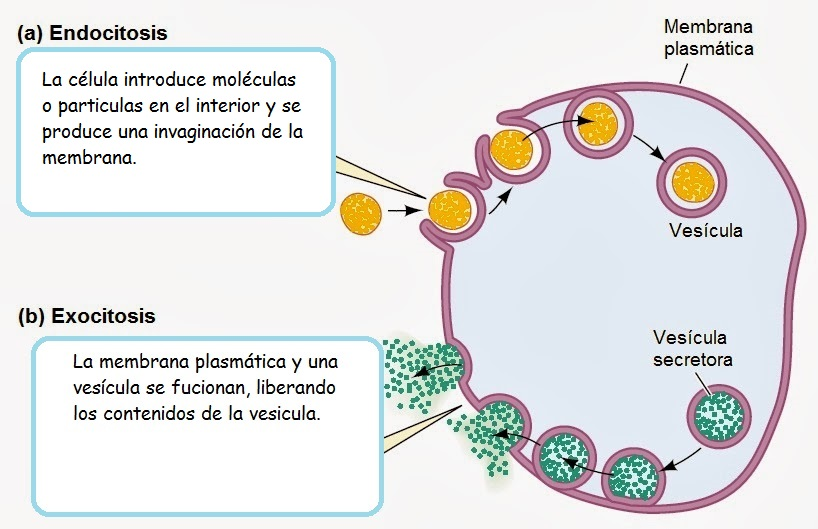
Descripción de la endocitosis y la exocitosis (derecha).

Las endocitosis de vesículas son eventos biológicos fundamentales, que presentan cierta relación con las exocitosis, en la liberación de neurotransmisores dentro de la sinapsis, se basa en un ciclo sostenible entre estos dos procesos. La vesícula de exocitosis, haciendo uso de la membrana plasmática, libera contenido vesiculares para ejercer diversas e importantes funciones. Entre ellas están: la participación en la secreción de los transmisores de las neuronas, proceso esencial para las funciones cerebrales; la secreción neuronal de péptidos (como el neuropéptido Y) y hormonas (por ejemplo, la vasopresina, oxitocina), brinda una regulación del trabajo y del estado mental; la secreción de insulina de las células pancreáticas para regular el nivel de glucosa en la sangre; la secreción de catecolaminas y péptidos (implicado en la respuesta al estrés); además, la exocitosis desempeñada por las células sanguíneas para las respuestas inmunitarias.
Las funciones de la exocitosis en el organismo son de vital importancia. El papel de la endocitosis también adquiere gran relevancia puesto a que tras la exocitosis continua, se requiere de la endocitosis para mantener la estructura de la terminal del nervio, además de asegurar la disponibilidad funcional de las vesículas sinápticas. La membrana vesicular y las proteínas se recuperan a partir de la membrana plasmática por medio de este proceso. Para este fin la endocitosis realiza el reciclaje de vesículas y protege a las células secretoras de la hinchazón o contracción.
Se proponen dos modelos para el funcionamiento de este procedimiento, el primero sugiere que las vesículas se someten a una secuencia reversible de exo-endocitosis, por medio del cual se preserva la identidad bioquímica de las vesículas tanto durante como después de la conexión transitoria entre la membrana de la vesícula y la membrana plasmática. El otro modelo establece que durante la exocitosis, la membrana de la vesícula se añade totalmente a la membrana plasmática y la recuperación se da tiempo después en un punto diferente de la membrana plasmática por endocitosis mediada por clatrina.